# Yuandian
Yuandian (kinesiska: 原店, 原店镇) är en köping i Kina. Den ligger i provinsen Henan, i den centrala delen av landet, omkring 240 kilometer väster om provinshuvudstaden Zhengzhou. Antalet invånare är 35 158. Befolkningen består av 16 795 kvinnor och 18 363 män. Barn under 15 år utgör 12,0 %, vuxna 15-64 år 80 %, och äldre över 65 år 7,0 %.
Genomsnittlig årsnederbörd är 661 millimeter. Den regnigaste månaden är juli, med i genomsnitt 151 mm nederbörd, och den torraste är december, med 3 mm nederbörd.